# Aha
Aha fue el segundo faraón de la dinastía I de Egipto, c. 3007-2980 a. C.
Llamado Atotis por Manetón, según Sexto Julio Africano y Eusebio de Cesárea, Ateti en la lista Real de Abidos e it(t) en el Canon Real de Turín.
Manetón le otorga 57 años de reinado, según Julio Africano, o 27 años (Eusebio de Cesárea).

## Identidad

### Nombre
El nombre de uso común Hor-Aha es una representación del Nombre de Horus del faraón, un elemento de la titularidad real asociado con el dios Horus, y que en su forma más completa, Horus-Aha significa Horus el luchador.
Para el período dinástico temprano, el registro arqueológico se refiere a los faraones por sus nombres de Horus, mientras que el registro histórico, como se evidencia en las listas de Turín y Abidos, utiliza una alternativa al título real, el Nombre de Nebty. Los diferentes elementos del título de un faraón se utilizan a menudo de forma aislada, para ser breves, aunque la elección varía de acuerdo a las circunstancias y el período.
Actualmente hay un consenso entre los egiptólogos para seguir las conclusiones de Petrie, conciliando los dos registros y conectando Hor-Aja (arqueológico) con el Nombre de Nebty, Ity (histórico).
El mismo proceso ha llevado a la identificación del histórico Menes (un Nombre de Nebty) con el Narmer (un nombre de Horus) que se evidencia en el registro arqueológico (ambas figuras se acreditan como unificador de Egipto y como el primer faraón de la Dinastía I) como el antecesor de Hor-Aha (el segundo faraón).

### Teorías
Ha habido cierta controversia sobre Hor-Aha. Algunos creen que él es el mismo individuo que el legendario Menes y que unificó Egipto. Otros afirman que era hijo de Narmer, el faraón que lo unificó. Narmer y Menes puede haber sido un mismo faraón, al que se refieren con más de un nombre. Independientemente, hay una considerable evidencia histórica que sustenta el criterio de Narmer como el faraón unificador (véase Paleta de Narmer) y Hor-Aha como su hijo y heredero.

## Biografía
Hijo de Menes, según Julio Africano. Proveniente del Alto Egipto, se casó con la princesa Benerib del Bajo Egipto, su esposa principal, aunque su hijo y sucesor, Dyer, nacería de una concubina. La tumba de Neithotep, posiblemente su esposa, es la B14, situada junto a la del faraón.
Según Manetón, Atotis, mandó edificar un palacio en Menfis y practicó el arte de la medicina, escribiendo tratados sobre la técnica de abrir los cuerpos. En la Piedra de Palermo se indica que durante su reinado se mantuvieron relaciones comerciales con Canaán y que hizo la guerra en Nubia y Libia.

## Reinado

### Sucesor de Narmer
Impresiones de sellos descubiertos por G. Dreyer en Umm el-Qaab en las tumbas de Merytneit y Qaa, identifican a Aha como el segundo faraón de la primera dinastía. Su predecesor, Narmer, había unido el Alto y el Bajo Egipto en un solo reino. Aha probablemente ascendió al trono a finales del siglo XXXII a. C. o principios del XXXI. Según Manetón, se convirtió en faraón a los treinta años y gobernó hasta que tenía unos sesenta años de edad.

### Política interior
Parece haber llevado a cabo muchas actividades religiosas. Una visita a un santuario de la diosa Neit, que se encuentra en el noreste del delta del Nilo, en Sais, es mencionada en varias tablillas de su reinado. Por otra parte, la primera representación conocida de la sagrada Henu, barca del dios Socar, se encuentra grabada en una tablilla datada en su reinado.
Inscripciones en vasijas, rótulos y sellos de las tumbas de Aha y la reina Neithotep sugieren que esta reina murió durante este reinado. Él arregló para su entierro una magnífica mastaba, excavada por Jacques de Morgan. La reina Neithotep es plausible que fuese la madre de Aha. La selección del cementerio de Naqada como el lugar de descanso de Neithotep es un fuerte indicio de que ella fuera originaria de esta provincia. Esto, a su vez, apoya la opinión de que Narmer se casó con un miembro de la antigua línea real de Naqada para reforzar el dominio de los reyes tinitas sobre la región.
Lo más importante, la mastaba más antigua en la necrópolis de Saqqara Norte de Memfis se remonta a su reinado. La mastaba pertenece a un miembro de élite de la administración que puede haber sido un pariente del faraón, como era costumbre en la época. Esta es una fuerte indicación de la creciente importancia de Menfis durante el reinado de Aha.

## Construcciones de su época

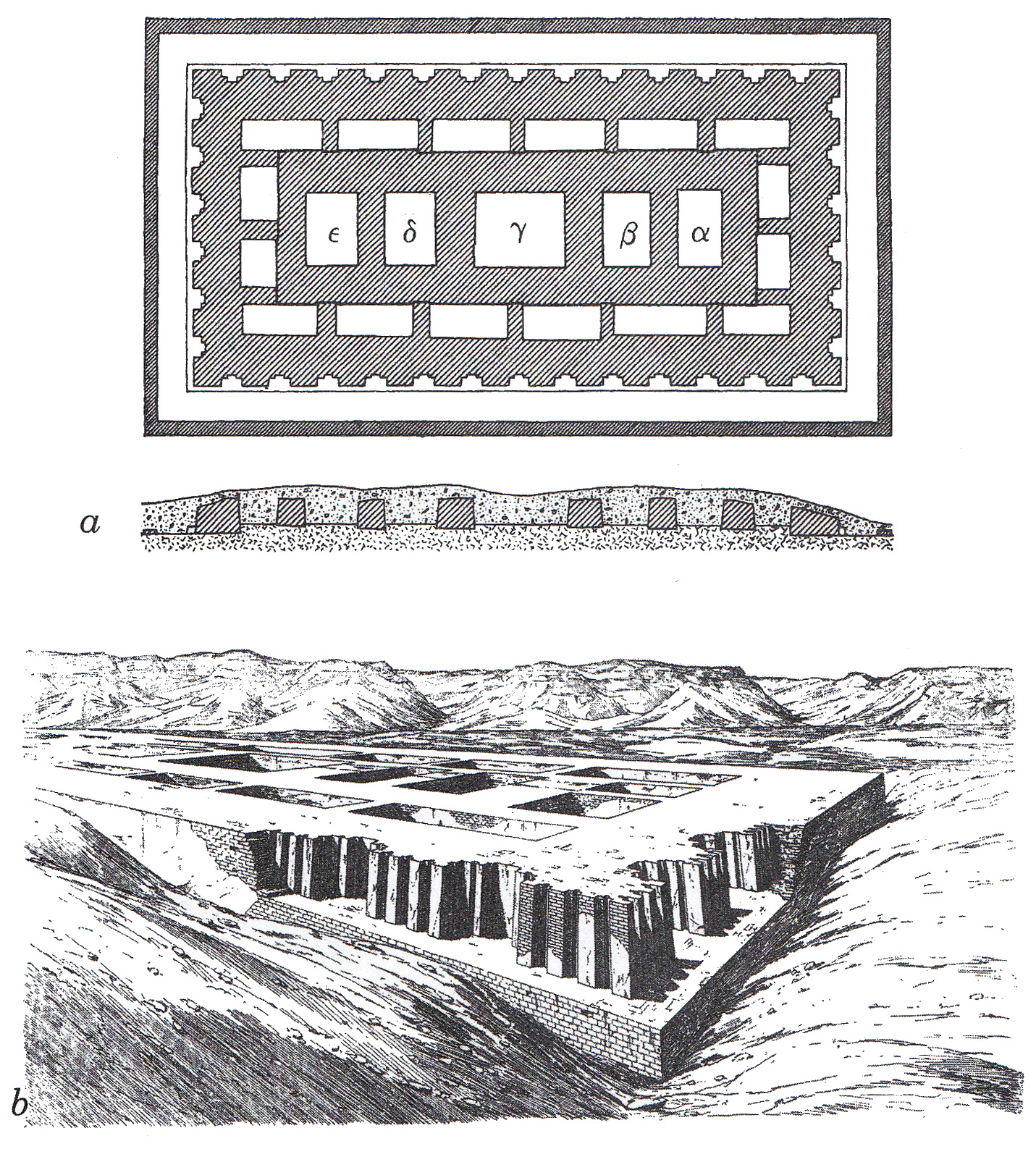
Tumba en Naqada.
De Morgan.

- Mandó edificar un palacio en Menfis (Manetón)
- En Sais, en el Bajo Egipto, mandó erigir un templo dedicado a Neit

En tiempos del reinado de Aha se fechan dos grandes complejos funerarios en Naqada y Saqqara
- Una monumental mastaba (base de 53 m x 26 m), en Naqada, perteneciente al rey o su esposa.
- La tumba S3357 en Saqqara, previamente atribuida a Aha, parecida a una mastaba (base de 41,6 m x 15,5 m y 5 m de altura)

Probablemente fue enterrado en la tumba B10-B15-B19, en la necrópolis de Umm el-Qaab, en Abidos

## Testimonios de su época
Su nombre, Aha, se encuentra en numerosos objetos descubiertos en Abidos y Saqqara. 
En las tablillas de marfil se le ve celebrando posibles fiestas conmemorativas de la unificación del país. Según W. Helck una de las placas le muestra matando a un hombre, en sacrificio ritual.
Una tablilla de madera, del Museo Egipcio de El Cairo, procedente de la necrópolis real de Abidos, se ha traducido como: "Golpear a los nubios por Horus Aha. Nacimiento de Jenty-Imentyu. Fundación de la fortaleza de Her-Peher-Ihu" (Vandier)
- Inscripción en un recipiente de la tumba Z2 en Zawyet el-Aryan (Dunham)
- Impresiones de sello de la tumba 3357 en Saqqara (Emery)
- Recipiente de piedra con su nombre de la tumba 3036 en Saqqara (Emery)
- Recipiente de calcita con su nombre de Helwan (Saad)
- Impresiones de sello en la primera tumba preservada con "fachada de palacio" en Naqada (de Morgan)
- Fragmento de una vasija de cristal de roca (Museo Petrie, UC11751A)[12]

## Titulatura
| Titulatura | Jeroglífico | Transliteración (transcripción) - traducción - (referencias) |

| G5 |

| G5 |

| D34 |

| D34 |

| D34 |

| D34 |

| G5 |

| G5 |

| D34 |

| D34 |

| D34 |

| D34 |

| G16 |

| G16 |

| t · t | i |

| t · t | i |

| G16 |

| G16 |

| t · t | i |

| t · t | i |

| G8 |

| G8 |

|  |

| G8 |

| G8 |

|  |

| t · t | i |

| t · t | i |

| t · t | i |

| t · t | i |

| t · t | i |

| t · t | i |

| t · t | i |

| t · t | i |

| t · t | i |

| t · t | i |

| t · t | i |

| t · t | i |

| t · t | i |

| t · t | i |

| t · t | i |

| t · t | i |

## Otras hipótesis
Von Beckerath lo identificó con Menes, otros eruditos con Narmer, o ambos, y por eso lo consideraban el primer faraón y el fundador de la dinastía I. Actualmente se consideran estas hipótesis obsoletas.